# Transportul și infrastructura Londrei
Transportul public în Londra este sub controlul politic al Primarului, însă controlul efectiv (inclusiv partea financiară) aparține autorității de transport numite Transport for London (TfL). Rețeaua londoneză de transport în comun este una dintre cele mai extinse din lume, însă se confruntă regulat cu congestii și lipsă de fiabilitate.

## Căi ferate

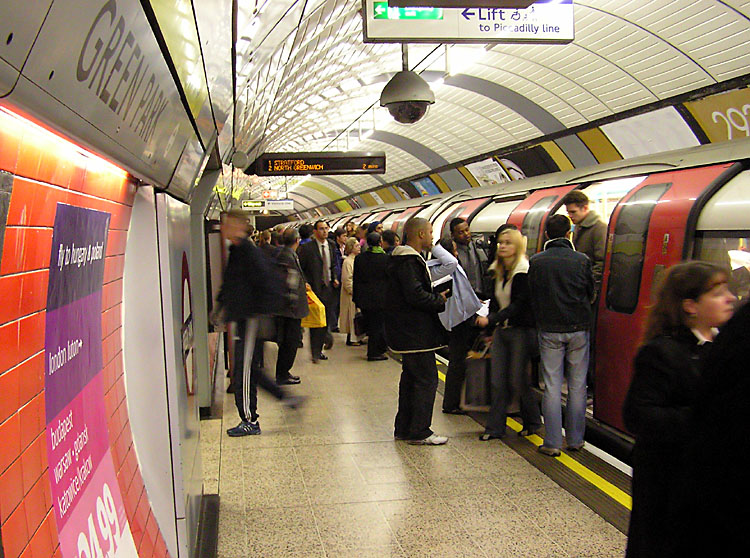
Metroul în stația Green Park.

Metroul londonez (London Underground, numit familiar și "the Tube"), este cel mai vechi din lume, și în același timp unul din cele mai utilizate. Se estimează că în fiecare zi este folosit de mai mult de 3 milioane de persoane. Lipsa de fonduri din ultimele zeci de ani a făcut ca infrastructura să se degradeze, ceea ce a condus la un grad de congestie ridicat și întârzieri regulate pentru pasageri. Datorită vechimii rețelei, sumele de bani necesare a fi investite sunt foarte mari. Cu toate acestea, s-au efectuat și lucrări de extindere, cum ar fi extinderea liniei Jubilee line.
Sistemul de transport urban feroviar al Londrei este al doilea din lume ca mărime după cel din Tokio. Este asigurat de:
- Curse feroviare naționale
- Metroul londonez
- Tramlink
- Docklands Light Rail
- Heathrow Express
- Eurostar

Majoritatea liniilor de cale ferată britanice pornesc din Londra. Gările terminus ale Londrei sunt: Blackfriars, Cannon Street, Charing Cross, Euston, Fenchurch Street, Kings Cross, Liverpool Street, London Bridge, Marylebone, Paddington, St. Pancras, Victoria și Waterloo. Toate gările, cu excepția Fenchurch Street, au și stații de metrou asociate.
Heathrow Express este administrată de BAA, administrația aeroportuară britanică, și nu face parte tehnic din rețeaua feroviară publică.
Momentan este în desfășurare proiectul unei legături feroviare de mare viteză cu Tunelul Canalului Mânecii, sub numele Channel Tunnel Rail Link, (CTRL). În faza a doua și ultima a acestui proiect, cursele Eurostar vor pleca din Londra din gara St Pancras (în loc de Waterloo International), iar durata călătoriei va fi scurtată cu aproximativ 30 minute. Eurostar asigură legături cu Paris, Lille și Bruxelles. Înainte de demararea proiectului CTRL, trenurile Eurostar parcurgeau traseul până la Folkestone (capătul britanic al tunelului) pe un traseu de cale ferată vechi de peste 100 de ani, care nu permitea depășirea vitezei de 120 km/h (trenurile Eurostar circulă în mod normal cu viteze de peste 300 km/h). 
Un alt proiect ambițios este Crossrail, pentru construirea unei legături subterane rapide între estul și vestul orașului, care să traverseze și centrul Londrei. 
Rețeaua de metrou este mult mai puțin extinsă la sud de Tamisa, întrucât solurile din această regiune nu sunt favorabile săpării tunelelor. Sudul Londrei se bazează în general pe servicii de cale ferată normale (de suprafață).

## Străzile
Majoritatea străzilor din centrul Londrei au fost proiectate și construite înainte de apariția automobilelor; de aceea rețeaua stradală a Londrei este adeseori congestionată. La sfârșitul secolului al XIX-lea au fost construite o serie de străzi noi și mai largi, precum Victoria Embankment, Shaftesbury Avenue sau Kingsway. Primele planuri revoluționare pentru construirea de autostrăzi prin centrul orașului au apărut după cel de-al doilea război mondial, însă nu au fost puse în aplicare din cauza costurilor și a protestelor împotriva demolărilor masive. Spre sfârșitul secolului al XX-lea, politica s-a concentrat pe îmbunătățirea serviciilor de transport public.
Celebrele autobuze cu etaj londoneze (double decker) sunt acum operate de companii private, deși a rămas obligația ca aceste autobuze să fie vopsite în roșu. De asemenea, taxiurile negre sunt în continuare o prezență obișnuită pe străzi.
În februarie 2003, Transport for London a introdus o așa-numită taxă de congestie, pentru conducerea mașinilor prin zona centrală a Londrei. Taxa este de 8 £ pe zi, o sumă considerabilă chiar și pentru unul din cele mai scumpe orașe din lume cum este Londra. Deși controversată, această schemă a reușit reducerea congestiei pe străzile centrale.

## Transportul aerian

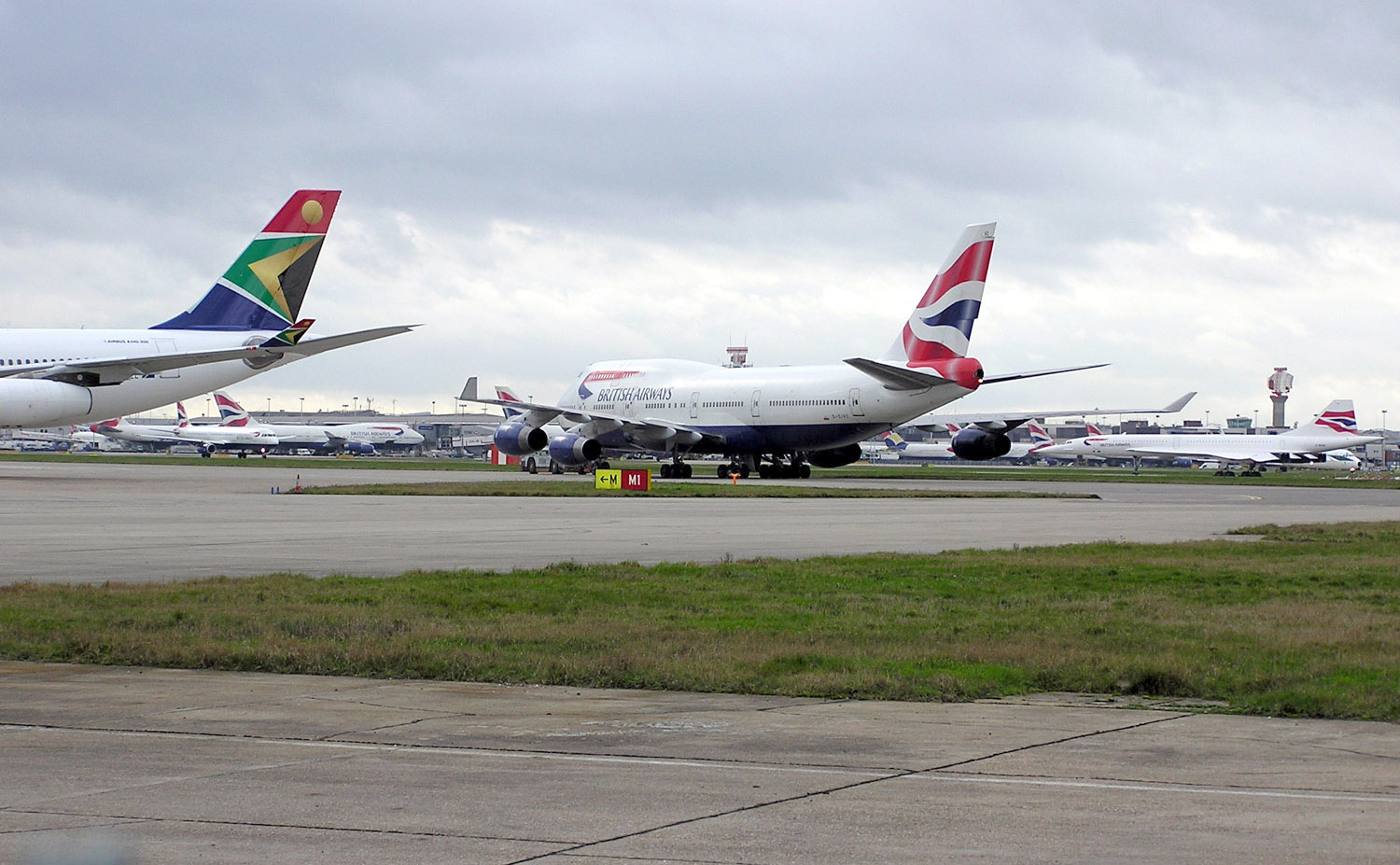
Aeroportul Heathrow, cel mai aglomerat aeroport din Europa.

Aeroportul Heathrow, la 15 km vest, este cel mai important aeroport al Londrei, și cel mai aglomerat din Europa. Are 5 terminale operaționale, cel de-al cincelea fiind dat in folosinta in anul 2008
Aeroporturile Gatwick și Stansted sunt de asemenea importante, cu 30, respectiv 20 milioane de pasageri anual. Ambele sunt în afara Londrei Mari, la fel ca și Aeroportul Luton. Există curse feroviare speciale către aeroporturile Gatwick și Stansted, iar aeroportul Luton este deservit de curse rapide Thameslink. Aeroportul Heathrow este deservit atât de Heathrow Express cât și de linia de metrou Piccadilly. Cel mai nou aeroport londonez, London City Airport, se află în Docklands, foarte aproape de oras si este deservit ca transport de DLR (Docklands Light Railway, fiind transport in regim de metrou de suprafata, conexiunea cu metroul subteran facandu-se la statia BANK ) ,dar si de autobuze sau trenuri (National Rail Enquires)

## Transportul fluvial

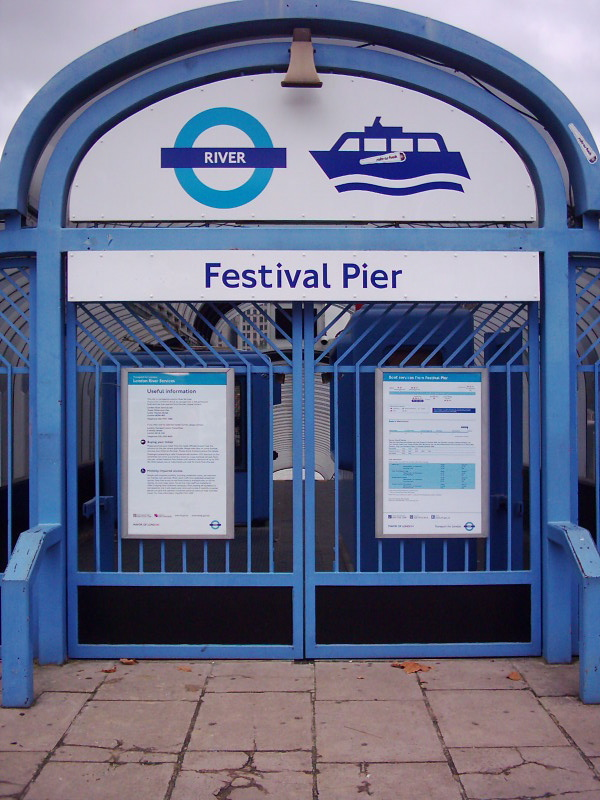
Festival Pier, ponton pe Tamisa.

Tamisa este navigabilă pentru nave maritime până la London Bridge, iar pentru nave de tonaj mai mic chiar până în amonte de Londra Mare. În vechime Tamisa era una din principalele artere de transport ale orașului. Acum mai există doar curse de pasageri de mică amploare, precum și croaziere ocazionale.
Prin Londra trec și numeroase canale, de exemplu, Regent's Canal. Aceste canale erau folosite pentru transportul de mărfuri, dar astăzi sunt folosite în principal de ambarcațiuni de croazieră.

## Autobuze și troleibuze

### Autobuze
.

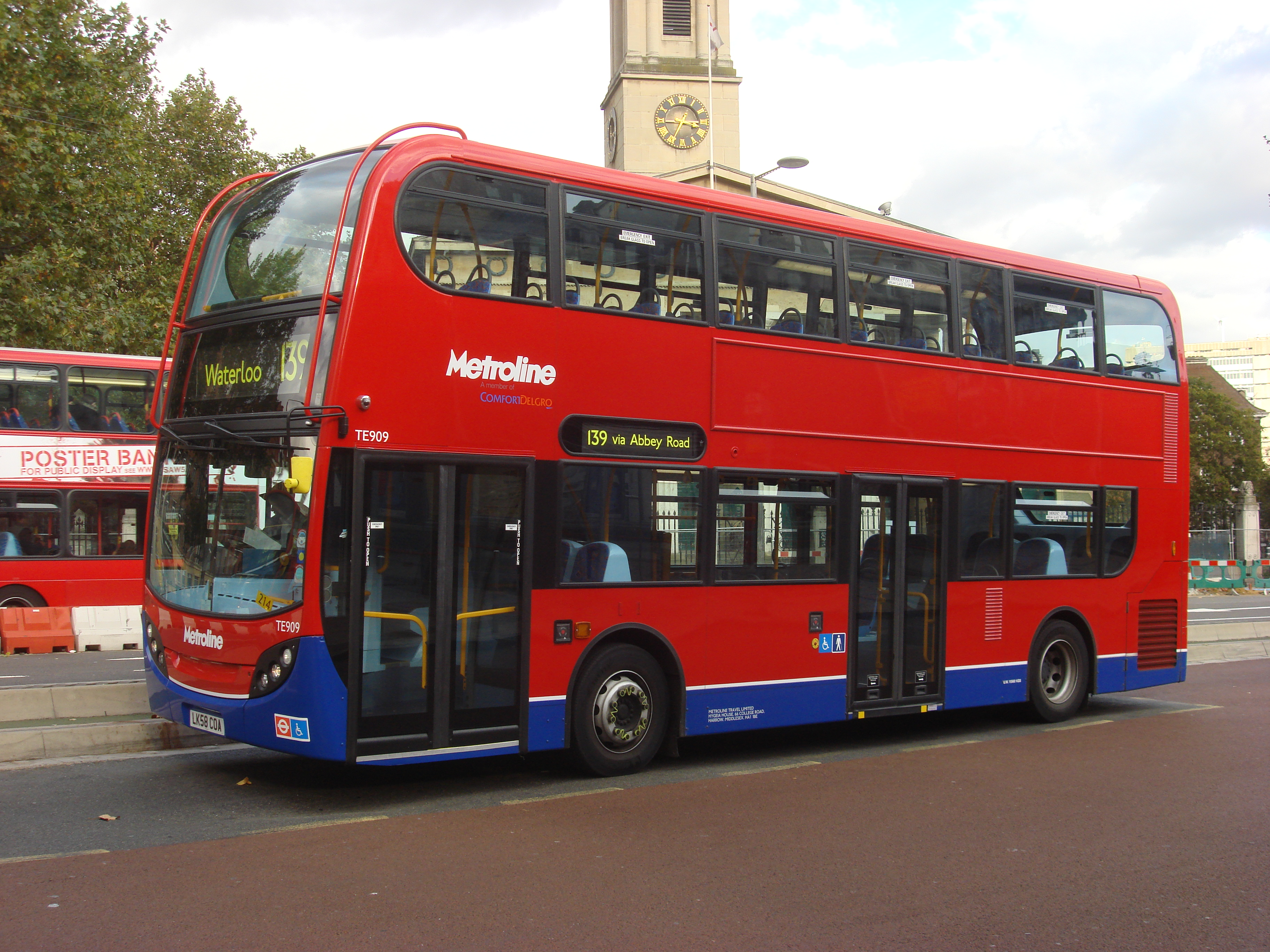
Autobuz Alexander Dennis Enviro400 pe linia 139

Rețeaua de autobuze din Londra este una dintre cele mai mari din lume, care funcționează 24 de ore pe zi, cu 8000 de autobuze, 700 de trasee pentru autobuze, precum și peste 6 milioane de pasageri care folosesc acest mijloc de transport în fiecare zi lucrătoare a săptămânii. În 2003, venitul rețelei a fost estimat la peste 1,5 miliarde de euro pe an, mai mult decât la metrou. Un venit în jur de £ 850 milioane este încasat în fiecare an. (urmează o frază stâlcită) Londra are cea mai mare rețea accesibilă pentru scaunul cu rotile din lume și, începând cu trimestrul al 3-lea din 2007, au devenit mai accesibile pentru audiere și pasagerilor cu deficiențe de vedere și semnal audio-vizual, inclusiv anunțuri au fost introduse.(până aici) Autobuzele roșii cu etaj sunt recunoscute pe plan internațional, și sunt o marcă de transport din Londra, împreună cu taxiurile negre și "Tube".

### Troleibuze
Articol principal:Troleibuzele din Londra
În 1962, transportul cu troleibuze în Londra a fost desființat, deși acolo se afla una dintre cele mai mari rețele de troleibuz din lume.